# 사마니역
사마니역(일본어: 様似駅)은 일본 홋카이도 사마니 군 사마니정에 위치한 홋카이도 여객철도 히다카 본선의 철도역이다. 이 노선의 종점이며, 단선 승강장 1면 1선의 구조를 갖춘 지상역이다.

## 역 주변
- 국도 제336호선
- 사마니 정청
- 호로만가와 제3발전소 댐

## 역사
- 1937년 8월 10일 : 국유철도의 역으로서 개업. 일반역.
- 1940년 11월 : 홋카이도 전기 흥업 히다카 공장 개설. 전용선 0.3 km 부설.
- 1982년 12월 15일 : 화물 취급 폐지. 전용선 폐지.
- 1984년 2월 1일 : 하물 취급 폐지.
- 1987년 4월 1일 : 일본국유철도 분할 민영화에 의해 홋카이도 여객철도가 승계.
- 2000년 : 키오스크 폐지.
- 2003년 4월 1일 : 간이 위탁처를 JR 홋카이도 버스로 변경.
- 2021년 4월 1일 : 폐역.

## 인접 역
| 홋카이도 여객철도 히다카 본선 | 홋카이도 여객철도 히다카 본선 | 홋카이도 여객철도 히다카 본선 |
| ----------------------------- | ----------------------------- | ----------------------------- |
| 니시사마니 도마코마이 방면    | ■ 히다카 본선                 | 시·종착역                     |